# Méricourt (Yvelines)
Méricourt è un comune francese di 404 abitanti situato nel dipartimento degli Yvelines nella regione dell'Île-de-France.

## Società

### Evoluzione demografica
Abitanti censiti